# سالي تايلور
سالي تايلور (بالإنجليزية: Sally Taylor)‏ هي ملحنة ومغنية أمريكية، ولدت في 7 يناير 1974 في مارثا فينيارد في الولايات المتحدة.

## وصلات خارجية
- سالي تايلور على موقع IMDb (الإنجليزية)
- سالي تايلور على موقع ميوزك برينز (الإنجليزية)
- سالي تايلور على موقع ديسكوغز (الإنجليزية)